# توركيارولو
توركيارولو (بالإيطالية: Torchiarolo)‏ هي بلدية في مقاطعة برينديزي في إقليم بوليا الإيطالي.

## السكان
في سنة 1861 بلغ عدد السكان 981 نسمة، وتطور العدد ليصل في سنة 2011 لـ 5٬461 نسمة.
يظهر هذا المخطط البياني تطور النمو السكاني لـ توركيارولو